# Lizhuang (socken i Kina, Henan, lat 34,44, long 114,46)
Lizhuang (kinesiska: 厉庄, 厉庄乡) är en socken i Kina. Den ligger i provinsen Henan, i den centrala delen av landet, omkring 83 kilometer sydost om provinshuvudstaden Zhengzhou. Antalet invånare är 37 237. Befolkningen består av 18 110 kvinnor och 19 127 män. Barn under 15 år utgör 22,0 %, vuxna 15-64 år 69 %, och äldre över 65 år 8,0 %.
Genomsnittlig årsnederbörd är 833 millimeter. Den regnigaste månaden är juli, med i genomsnitt 193 mm nederbörd, och den torraste är januari, med 4 mm nederbörd.